# Аеропорти Лондона
Лондонську агломерацію, Англія, Велика Британія обслуговує шість міжнародних та декілька менших аеропортів. У 2016 році шість аеропортів обслуговували 163 231 321 пасажирів. Аеропорти Лондона обслуговують 60% всіх повітряних перевезень у Великій Британії. Аеропорти обслуговують загалом 14 внутрішніх напрямків та 396 міжнародних напрямків.

## Міжнародні аеропорти
| Аеропорт | IATA | ICAO | Відстань до Лондона | Пасажирообіг | Відсоток пасажирообігу | Зміни з 2011 | Ватажообіг (тонн) | Зміни з 2010 | Авіатрафік | Зміни з 2011 |
| -------- | ---- | ---- | ------------------- | ------------ | ---------------------- | ------------ | ----------------- | ------------ | ---------- | ------------ |
| Сіті     | LCY  | EGLC | 11 km / 7 mi        | 4,319,301    | 2.23%                  | ▲0.8%        | -                 | -            | 70,781     | ▲2.9%        |
| Хітроу   | LHR  | EGLL | 22 km / 14 mi       | 74,985,748   | 51.88%                 | ▲0.9%        | 1,484,351         | ▲1%          | 475,176    | ▼1.2%        |
| Гатвік   | LGW  | EGKK | 53 km / 33 mi       | 40,269,087   | 25.36%                 | ▲1.7%        | 88,085            | ▼15%         | 256,987    | ▼1.6%        |
| Лутон    | LTN  | EGGW | 46 km / 29 mi       | 12,263,505   | 7.12%                  | ▲1.1%        | 27,905            | ▼3%          | 96,797     | ▼0.8%        |
| Станстед | STN  | EGSS | 64 km / 40 mi       | 22,519,178   | 12.94%                 | ▼3.2%        | 202,593           | ▲0%          | 143,511    | ▼3.2%        |
| Саутенд  | SEN  | EGMC | 64 km / 40 mi       | 900,648      | 0.45%                  | ▲1353.9%     | 6                 | ▲100%        | 27,715     | ▲8.8%        |
| Загалом  | Н/Д  | Н/Д  | Н/Д                 | 150,338,166  | 100%                   | ▲ 1.02%      | 1,802,939         | Н/Д          | 1,070,967  | ▼ 0.11%      |

## Інші аеропорти

### Відкриті аеропорти
- Лондон-Біггін-Гілл, лондонське боро Бромлі
- Блекбуш, у Гемпширі
- Дамінс-Голл, лондонське боро Гейверінг
- Денгам, у Бакінгемшир
- Елстрі, у Гартфордшир
- Ферокс, у Суррей
- Фарнборо, у Гемпширі
- Ветродром Лондон, лондонське боро Вандзверт
- Лідд, у Кенті
- Норт-Велд, в Ессексі
- Лондон-Оксфорд, в Оксфордшир
- Паншангер, у Гартфордшир
- Редгілл, у Суррей
- Рочестер у Кенті
- Стейплфорд, в Ессексі
- Вайт-Волтем, у Беркшир
- Віком-авіапаркmap23, у Бакінгемшир

### Закриті аеропорти
- Кріклвуд у лондонському боро Барнет
- Кройдон у лондонському боро Кройдон
- Велике Західне летовище у лондонському боро Гіллінгдон
- Гендон у лондонському боро Барнет
- Гестон у лондонському боро Гаунслоу
- Гаунслоу у лондонському боро Гаунслоу
- Лондонський авіапарк (Ганвортський авіапарк) у лондонському боро Гаунслоу
- Стег-Лейн у лондонському боро Барнет